# 米原 (市原市)
米原（よねはら）は、千葉県市原市の南総地区にある大字。郵便番号は290-0525。

## 概要
市原市南部にある。

## 地理
北は平蔵、東は長生郡長南町大道及び同町堀田と夷隅郡大多喜町小土呂、南は夷隅郡大多喜町横山と同町伊藤、西は小草畑と接している。

## 世帯数と人口
2022年（令和4年）4月1日現在の世帯数と人口は以下の通りである。
| 町丁字 | 世帯数  | 人口  |
| ------ | ------- | ----- |
| 米原   | 146世帯 | 246人 |

## 通学区域
市立小学校・市立中学校及び県立高等学校の通学区域は以下の通りである。
| 町丁字 | 区域 | 小学校             | 中学校             | 高等学校 |
| ------ | ---- | ------------------ | ------------------ | -------- |
| 米原   | 全域 | 市原市立鶴舞小学校 | 市原市立南総中学校 | 第9学区  |